# Mendělejevův hřbet

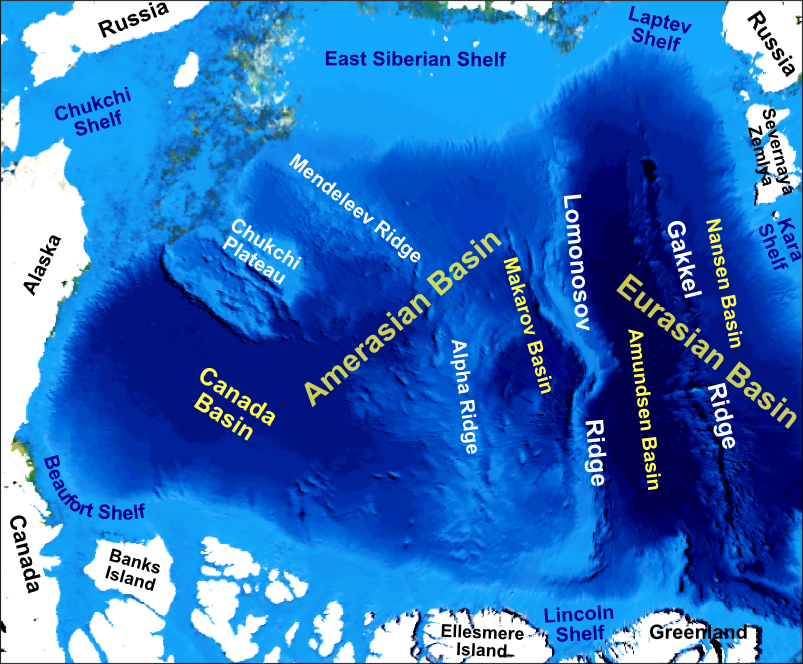
Poloha Mendělejevova hřbetu v Severním ledovém oceánu

Mendělejevův hřbet je podvodní oceánský hřbet v Severním ledovém oceánu. Táhne se od Východosibiřského moře do centrální části oceánu, kde na něj navazuje hřbet Alpha. Objeven byl sovětskou expedicí v roce 1948 a pojmenován podle Dmitrije Ivanoviče Mendělejeva. Na hřbet a přilehlé okolí si kvůli velkému nerostnému bohatství, které je díky globálnímu oteplování stále dostupnější, dělají nároky Rusko, Kanada, Dánsko, Norsko a Spojené státy americké.